# Monte Vidon Corrado
Monte Vidon Corrado (Muntidù in dialetto fermano) è un comune italiano di 682 abitanti della provincia di Fermo nelle Marche.

## Origini del nome
Il paese deriva il suo nome da Corrado, figlio di Fallerone I, Signore di Falerone, che è da ricordare insieme al fratello Guidone, perché passeranno alla storia per aver dato i loro nomi a due castelli del Fermano, e legarono il proprio titolo alla storia di Monte Vidon Corrado e Monte Vidon Combatte, che oggi sono comuni, ambedue in provincia di Fermo.

## Storia

### Simboli
Lo stemma e il gonfalone sono stati concessi con decreto del presidente della Repubblica del 31 luglio 1981.
Il gonfalone è un drappo partito di bianco e di rosso.

## Società

### Evoluzione demografica
Abitanti censiti

## Economia

### Artigianato
Tra le attività economiche più tradizionali, diffuse e attive vi sono quelle artigianali, come la rinomata lavorazione della paglia, del giunco e del truciolo, finalizzata alla realizzazione di borse e cappelli.

## Amministrazione
| Periodo        | Periodo        | Primo cittadino | Partito                                 | Carica  | Note        |
| -------------- | -------------- | --------------- | --------------------------------------- | ------- | ----------- |
| 21 giugno 1985 | 9 giugno 1990  | Andrea Scorolli | Partito Comunista Italiano              | Sindaco | [ 7 ]       |
| 9 giugno 1990  | 3 gennaio 1992 | Andrea Scorolli | Partito Comunista Italiano              | Sindaco | [ 7 ] [ 8 ] |
| 3 gennaio 1992 | 24 aprile 1995 | Germano Vitali  | Partito Democratico della Sinistra      | Sindaco | [ 7 ]       |
| 24 aprile 1995 | 16 giugno 1999 | Germano Vitali  | Centro-sinistra                         | Sindaco | [ 7 ]       |
| 16 giugno 1999 | 14 giugno 2004 | Germano Vitali  | Lista civica                            | Sindaco | [ 7 ]       |
| 14 giugno 2004 | 7 giugno 2009  | Andrea Scorolli | Lista civica                            | Sindaco | [ 7 ]       |
| 8 giugno 2009  | 26 maggio 2014 | Andrea Scorolli | Lista civica                            | Sindaco | [ 7 ]       |
| 26 maggio 2014 | 27 maggio 2019 | Giuseppe Forti  | Lista civica                            | Sindaco | [ 7 ]       |
| 27 maggio 2019 | 10 giugno 2024 | Giuseppe Forti  | Lista civica Impegno per il bene comune | Sindaco | [ 7 ]       |
| 10 giugno 2024 | in carica      | Elio Vincenzi   | Lista civica Attivamente                | Sindaco | [ 7 ]       |

### Altre informazioni amministrative
Fa parte dell'area vasta n. 4 di Fermo, dell'Azienda sanitaria unica regionale delle Marche (A.S.U.R. Marche).

## Sport

### Calcio
Nel 2023 è stata fondata la Kairos 3 Monti, squadra calcistica che disputa il campionato di Terza Categoria e rappresenta i comuni di Montappone, Massa Fermana e Monte Vidon Corrado.